# Шаблиевская (станция)
Шаблиевская — промежуточная железнодорожная станция Ростовского региона Северо-Кавказской железной дороги, находящаяся в селе Шаблиевка Сальского района Ростовской области.

## Деятельность станции
Станция Шаблиевская расположена на двухпутной электрифицированной переменным током железнодорожной линии Волгоград-1  — Сальск.
Станция имеет одноэтажный железнодорожный вокзал из красного кирпича, находящийся в селе Шаблиевка Сальского района Ростовской области.
Через станцию Шаблиевская проходят грузовые поезда в направлениях Сальск — Котельниково, Сальск — Куберле — Волгодонская — Морозовская и обратно.
Станция Шаблиевская имеет пригородное сообщение со станциями Ростов-Главный, Сальск, Волгодонская и Куберле, а также с промежуточными станциями данных направлений. Пригородными поездами курсирующими через станцию пользуются жители близлежащих населенных пунктов села Екатериновка и посёлка Конезавод имени Будённого Сальского района Ростовской области.
Пассажирские поезда дальнего следования по станции Шаблиевская стоянок не имеют.